# J.Seph
金泰亨（韓語：김태형，1992年6月21日—），藝名J.Seph（韓語：제이셉，韓國男歌手，現為DSP媒體旗下韓國男女混聲團KARD成員，隊內符號為♠️，擔當Ace、主Rapper、副唱、領舞。

## 簡歷
堤川高级中学毕业。
2014年出演了Kara的MV《Mamma Mia》。
2015年參與了具荷拉首張個人迷你專輯《ALOHARA》主打歌《Chocolate Chip Cookies》的rap部分合作，也出演了音樂節目。
2016年加入KARD。
2020年10月5日以現役軍人身分入伍，是KARD成員中唯一必須服兵役的。

## 外部連結
- J.Seph的Instagram帳戶